# Wielandplatz (Weimar)

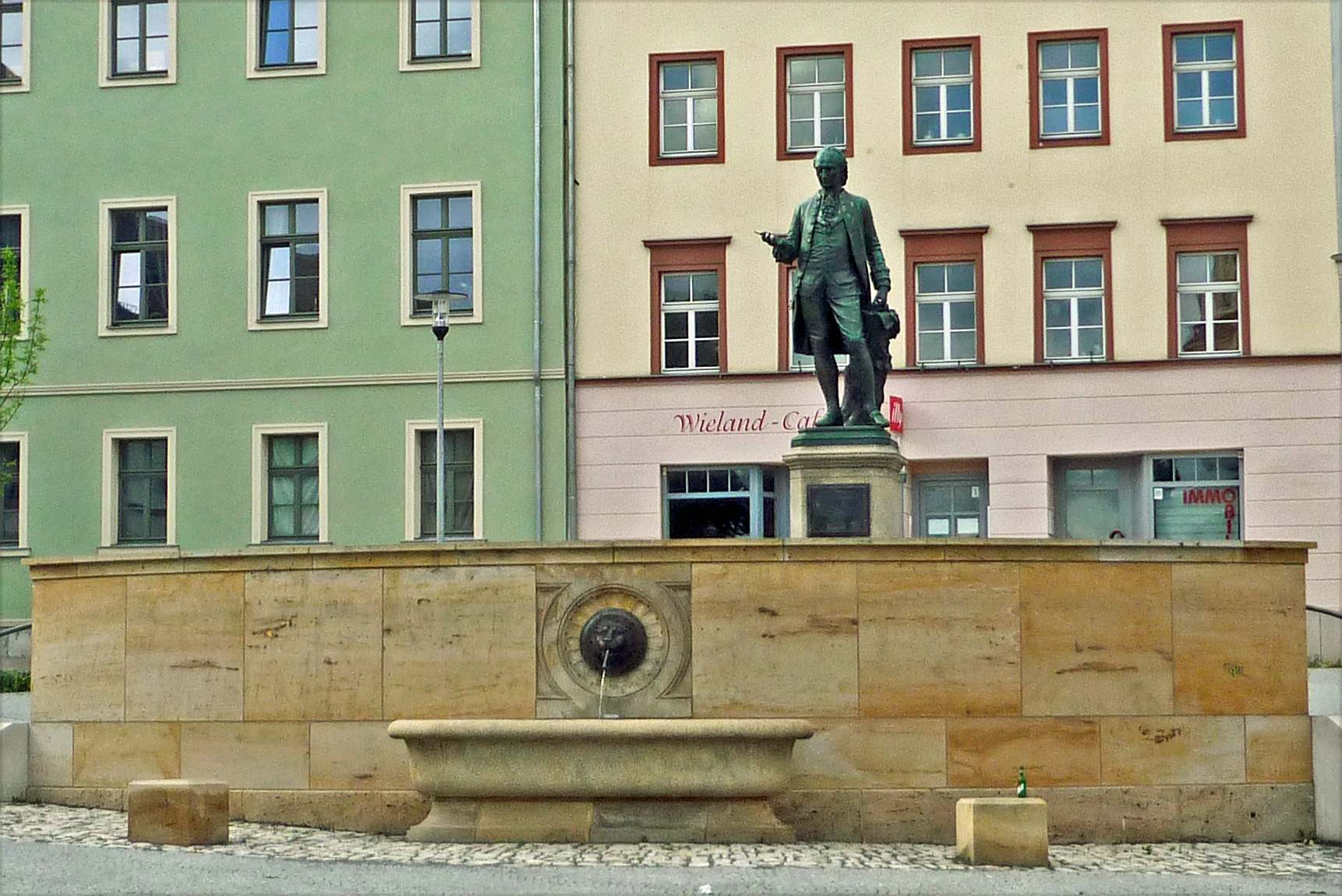
Wielandbrunnen in Weimar

Der Wielandplatz ist ein Platz in Weimars Altstadt. Er befindet sich zwischen Amalienstraße, Frauenplan, Marienstraße, Humboldtstraße und Steubenstraße.
Den Mittelpunkt bildet das Wieland-Denkmal, gewidmet dem Dichter Christoph Martin Wieland, das von Hanns Gasser aufgestellt wurde. Davor befindet sich der Wielandbrunnen.  Wieland selbst wohnte 15 Jahre in der Marienstraße. Der Platz wurde bis 1860 so umgestaltet. Gegenüber befindet sich das Hansa-Haus, das Rudolf Zapfe entworfen hatte, und das Torhaus am Frauenplan, das von Clemens Wenzeslaus Coudray errichtet wurde. Von diesem geht die Ackerwand ab.
Der gesamte Wielandplatz steht auf der Liste der Kulturdenkmale in Weimar (Sachgesamtheiten und Ensembles). Die genannten Objekte stehen zudem auf der Liste der Kulturdenkmale in Weimar. Dort steht auch das mehrgeschossige Wohnhaus Wielandplatz 2/3, das 1832 errichtet wurde.